# Marina Semjonova
Ej att förväxla med fotomodellen Marina Semenova (född 1980).

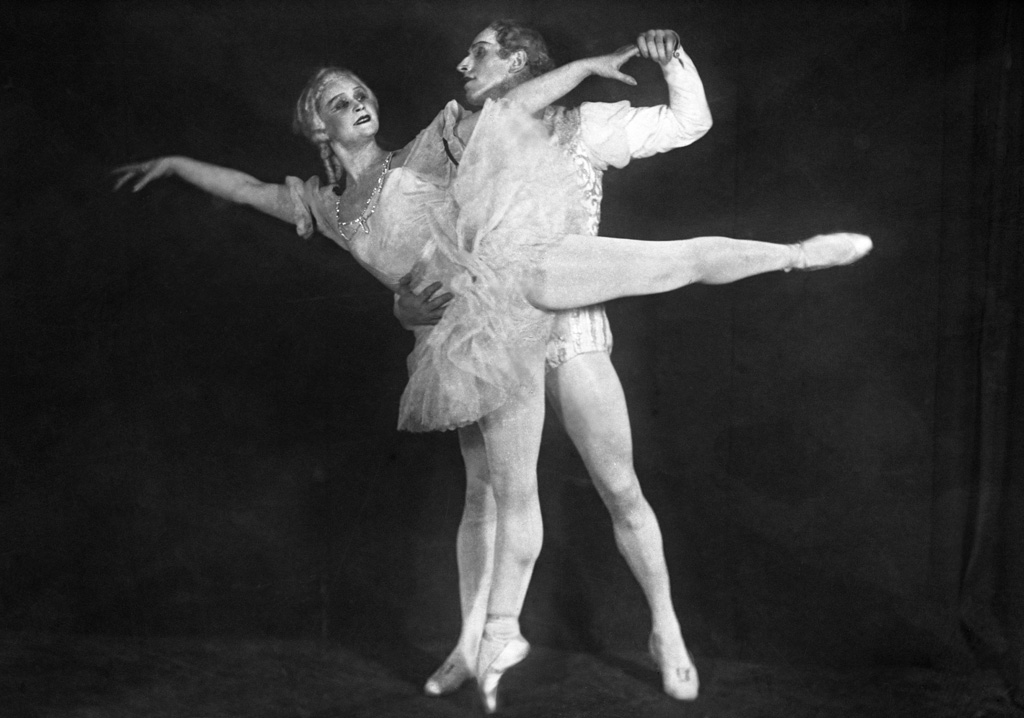
Marina Semjonova och Aleksey Yermolayev i en scen från Nötknäpparen.

Marina Timofejevna Semjonova (ryska: Марина Семёнова), född 12 juni 1908 i Sankt Petersburg, död 9 juni 2010 i Moskva, var en rysk ballerina och koreograf.
Hon var gift med politikern och diplomaten Lev Karachan, som avrättades i den stora utrensningen 1937.
Semjonova debuterade 1925 i La Source och gjorde succé. 1930 började hon dansa vid Bolsjojteatern och lade bland annat Giselle och Esmeralda till sin repertoar.
Semjonova drog sig tillbaka 1954 och blev då lärare vid Bolsjojteatern. Bland hennes elever återfinns Natalia Bessmertnova, Marina Kondratieva, Nina Sorokina, Ludmila Semenjaka, Nino Ananiasjvili och Maria Alexandrova.
Vid Semjonovas 100-årsdag 2008 firades hon med fyra dagars särskilda festföreställningar på Bolsjojteatern. Semjonova avled 2010 i sitt hem i Moskva.